# Видавець Олександр Савчук
«Видавець Олександр Савчук», також «Видавець Савчук О. О.» — видавництво. Внесено до державного реєстру видавців 14 жовтня 2010. Засновник, власник, головний редактор — Савчук Олександр Олегович, кандидат філософських наук, викладач Харківського національного університету імені В. Н. Каразіна.

## Напрямки роботи
Видавництво працює за двома напрямками роботи.
- Перший — видання книг наукової тематики з метою розповсюдження та продажу. Це переважно наукомісткі праці з історії культури, мистецтвознавства, етнографії, що потребують фахових коментарів, реставраційних робіт щодо ілюстративних матеріалів, набору нот, складної коректорської та редакторської роботи. Крім того, такі видання часто виступають складовою великого проєкту, в який ще входять такі заходи, як презентація книги, влаштування конференцій, фестивалів, виставок, відкриття меморіальних дощок та інше.
- Другий — видання книг на замовлення автора.

2011 року була започаткована серія видань «Слобожанський світ».
2021 року за підтримки Українського культурного фонду вийшло друком унікальне видання — дослідження Стефана Таранушенка «Знищені шедеври української дерев’яної сакральної архітектури. Книга з доповненою реальністю». Видання містить описи, креслення, фотографії п’яти видатних церков Лівобережної України:
- Троїцької (1710), с. Пакуль Чернігівської області;
- Покровської (1759), м. Зіньків Полтавської області;
- Вознесенської (1759—1761), смт Березна Чернівгівської області;
- Введенської (1761), с. Артемівка Харківської області;
- Миколаївської (1760), с. Нові Млини Чернігівської області.

Тексти ілюстровані 3D моделями храмів, ретельно відтвореними дизайнерською командою за матеріалами і даними, зібраними  Стефаном Таранушенком сто років тому. Книжка містить посилання (QR коди), які дають доступ читачам до п’яти об’ємних проєкцій церков. Книжка вийшла накладом 1000 примірників і була розповсюджена у музеях, бібліотеках та навчальних закладах України

## Діяльність під час війни
З початком російського вторгнення в Україну видавництво не припинило свою діяльність. Вийшла друком книги такі як: альбом «Любов Панченко: повернення», присвячений пам'яті відомої художниці-шістдесятниці Любові Михайлівни Панченко (1938—2022), яка загинула навесні 2022 року, під час окупації Бучі російськими агресорами; альбом «Василь Кричевський. Орнаментні композиції», виданий в рамках спецпроєкту до 150-річчя від дня народження видатного українського митця Василя Григоровича Кричевського (1873—1952); книга Людмили Соколюк «Вища мистецька школа Харкова: від модернізму до трансформації (1921—1962)» та інші.
2023 року за адресою: м. Харків, вул. Дмитрівська, буд. 22 почало свою роботу «КнигоУкриття» — нова фірмова книгарня Видавництва Олександра Савчука, яка об'єднала в собі формати магазину та шоуруму. Тут можна переглянути та придбати книги, а також брендову продукцію видавництва: екоторбинки, листівки, ексклюзивні декоративні панно на дереві та полотні за ескізами орнаментів Василя Кричевського. «КнигоУкриття» — місце проведення різноманітних культурологічних заходів, зустрічей з авторами, літературознавцями, музикантами, художниками. В лютому 2025 року відкрилася фірмова книгарня-каварня «КнигоУкриття» за адресою: м. Харків, вул. Алчевських, 14.

## Нагороди та відзнаки
- Книга Жолтовський Павло. UMBRA VITAE. Спогади, листування, додатки [Архівовано 30 вересня 2015 у Wayback Machine.] увійшла в двадцятку найкращих на 20-му Форумі видавців у Львові 2013 року[7].
- Книга Драґан Михайло. Українські деревляні церкви. Генеза і розвій форм: в двох частинах [Архівовано 24 вересня 2018 у Wayback Machine.] увійшла у двадцятку найкращих на 21-му Форумі видавців у Львові 2014 року[8].
- Книга Микола Біляшівський «Українське народне мистецтво» — найкраща книга Запорізької Книжкової Толоки у номінації «Мистецька література» 2017 року.
- Книга Людмила Соколюк. «Михайло Жук: мистець-літератор» — спеціальна відзнака від президента ГО «Форум видавців» Олександри Коваль 2018 року[9].
- За версією Українського ПЕН однією з найкращих книжок 2019 року стало видання Ушкалов Л. «Література і філософія: Доба українського бароко» (номінація «Гуманітаристика»)[10].
- Книга «Українська абетка. Малюнки Георгія Нарбута» — Гран-прі BookForum Best Book Award 2020 року[11].
- Хрестоматії «Василь Григорович Кричевський. Хрестоматія в 2 томах» — Спеціальна відзнака «Місто» BookForum Best Book Award 2020 року[11].
- За версією Українського ПЕН серед найкращих книжок 2020 року названі видання «Василь Григорович Кричевський. Хрестоматія. Том 2 (1943–1976)»  та «Українська абетка. Малюнки Георгія Нарбута» (номінація «Мистецькі видання»)[12].
- Спогади Юрія Шевельова «Я — мене — мені… (і довкруги)» у двох томах — переможець в номінації Non-fiction Best Book Award 2021 28-го Book Forum у Львові 2021 року за якісно нове, коментоване, ілюстроване та доповнене видання мемуарів видатного інтелектуала XX ст.[13].
- За версією Українського ПЕН однією з найкращих книжок 2021 року стало видання «Український театральний костюм XX—XXI. Ескізи» (номінація «Мистецькі видання»)[14].
- За версією Українського ПЕН найкращими книгами 2022 року стали книги видавництва: Йосип Гірняк «Спомини» та  Ханко В. «Опанас Сластьон» (номінація «Біографії / мемуари / інтерв'ю / епістолярії»); «Київ: Провідник», Лесь Курбас «Філософія театру» та «Любов Панченко: повернення» (номінація «Мистецькі видання»)[15].
- Спеціальна відзнака Франкфуртського книжкового ярмарку «за збереження культурної спадщини через локальну історію і книжкові проєкти та повернення видатних імен, явищ та об’єктів у культурний дискурс України» (2023)[16].
- За версією Українського ПЕН найкращими книгами 2023 року стали книги видавництва: Маринчак Н. «Відчаєспинне» (номінація «Українська поезія»); «Василь Кричевський: Орнаментні композиції», «Любов Панченко: повернення» та Соколюк Л. «Вища мистецька школа Харкова: від модернізму до трансформації (1921—1962)» (номінація «Мистецькі видання»)[17].
- Книга «Тустань: історія співіснування людини і скелі» увійшла до короткого списку найкращих дитячих і підліткових видань 2023 року за версією інформаційного ресурсу «BaraBooka»[18].

## Книги видавництва

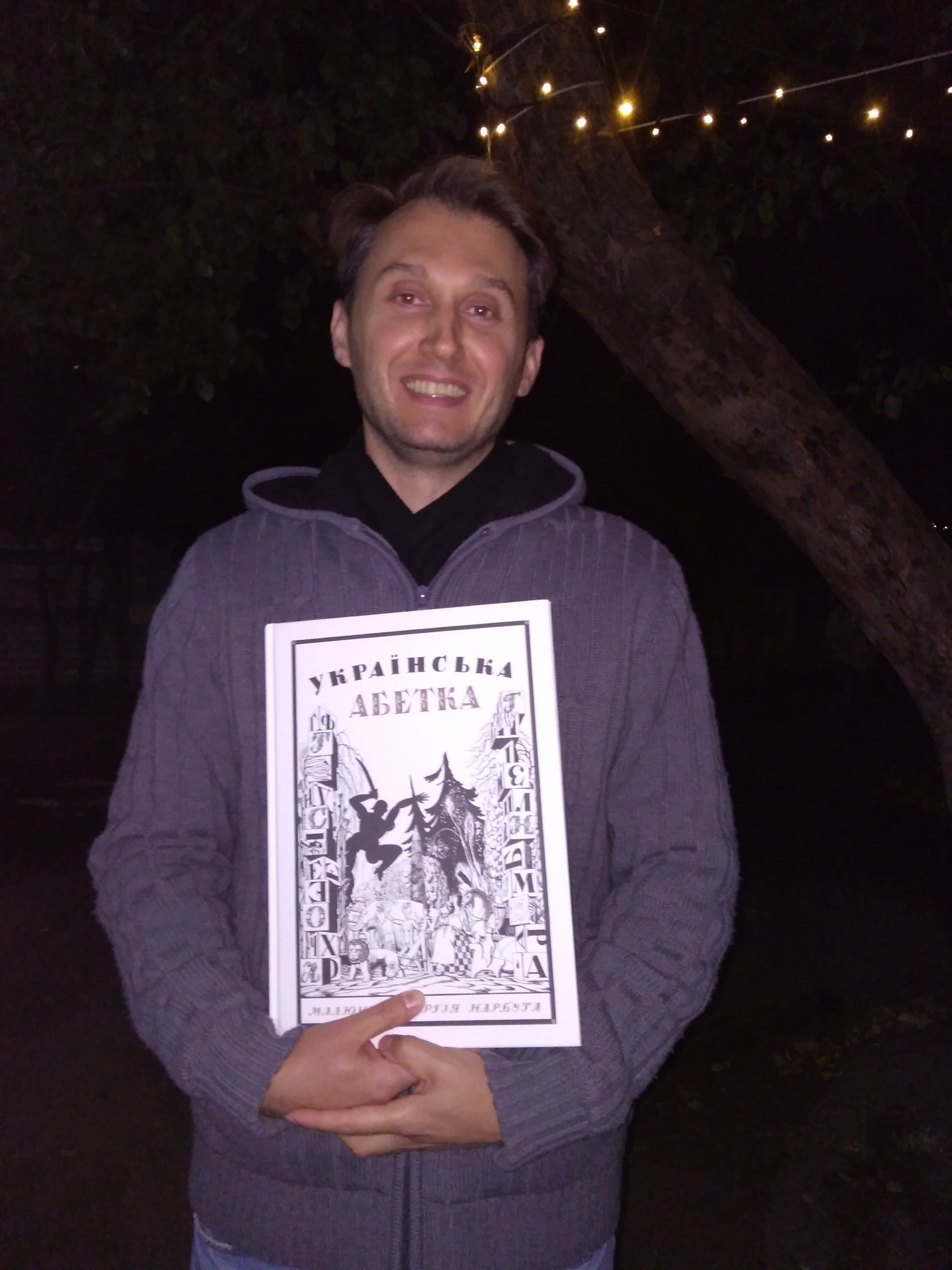
Видавець Олександр Савчук з книгою Українська абетка

- Сластіон Опанас. Портрети українських кобзарів: набір листівок із коментарем. Вип. 1
- Демуцький Порфирій. Ліра і її мотиви: Додатки. Біографічні матеріали [Архівовано 24 вересня 2018 у Wayback Machine.] / П. Д. Демуцький ; упоряд., покажч. О. О. Савчук ; передмови О. В. Богданової та Ю. Є. Медведика ; інципітарій текстів Ю. Є. Медведика ; примітки О. М. Геращенко, Ю. Є. Медведика ; уклад. бібліогр. П. О. Андрійчук. — Харків: Видавець Савчук О. О., 2012. — 310 с. ; 39 іл. — ISBN 978-966-2562-18-7
- Соколюк Людмила. Михайло Бойчук та його школа [Архівовано 13 жовтня 2015 у Wayback Machine.] / Людмила Соколюк. — Харків: Видавець Савчук О. О., 2014. — 386 с. ; 488 іл. — ISBN 978-966-2562-50-7
- Драґан Михайло. Українські деревляні церкви. Генеза і розвій форм: в двох частинах [Архівовано 24 вересня 2018 у Wayback Machine.] / Михайло Драґан ; передм. В. С. Александрович ; прим. В. С. Александрович, В. М. Слободян ; предм.-геогр. покажч., терм. словник В. М. Слободян ; упоряд. О. О. Савчук. — Харків: Видавець Савчук О. О., 2014. — 450 с. : 273 іл. — ISBN 978-966-2562-55-2
- Шевченко Тарас. Щоденник / Тарас Шевченко ; упорядн., автор передмови та приміток проф. Л. Ушкалов. — Харків: Видавець Савчук О. О., 2014. — 448 с. : 52 іл. — ISBN 978-966-2562-56-9
- Таранушенко Стефан. Наукова спадщина. Харківський період. Дослідження 1918—1932 рр.: монографічні видання, статті, рецензії, додатки, таранушенкознавчі студії, ілюстрації, довідкові матеріали / упоряд. О. О. Савчук, М. М. Красиков, С. І. Білокінь ; передм. С. І. Білоконя ; підготовка тексту та прим. О. О. Савчука, М. М. Красикова ; авт. післямови та наук. ред. М. М. Красиков. — Харків: Видавець Савчук О. О., 2011. — 696 с., 702 іл. — (Серія «Слобожанський світ» ; вип. 1). — ISBN 978-966-2562-02-6
- Осадча Віра. Обрядова пісенність Слобожанщини: навч. посіб. / В. М. Осадча. — Харків: Видавець Савчук О. О., 2011. — 184 с., іл. — (Серія «Слобожанський світ» ; вип. 2). — ISBN 978-966-2562-04-0
- Мартинович Порфирій. Українські записи: Українські записи Порфирія Мартиновича, друкована фольклорно-етнографічна спадщина, вибране листування, мартиновичезнавчі студії, вибрана мистецька спадщина, біографічні матеріали [Архівовано 30 вересня 2015 у Wayback Machine.] / П. Д. Мартинович ; упоряд., прим., покажч. О. О. Савчук ; передм. О. Ю. Бріциної. — Харків: Видавець Савчук О. О., 2012. — 534 с. ; 128 іл. — (Серія «Слобожанський світ» ; вип. 3.). — ISBN 978-966-2562-19-4
- Хоткевич Гнат. Музичні інструменти українського народу. Друга редакція / Г. М. Хоткевич ; упоряд., підг. тексту, покажч. О. О. Савчук ; післямови І. В. Мацієвського, В. Ю. Мішалова, М. Й. Хая. — Харків: Видавець Савчук О. О., 2012. — 512 с. ; 202 іл. — (Серія «Слобожанський світ» ; вип. 4). — ISBN 978-966-2562-29-3
- Шевельов Юрій. Триптих про призначення України / Ю. Шевельов ; упоряд. В. Склярова, Т. Данько ; передм. А. Порохівник. — Харків: Видавець Савчук О. О., 2013. — 96 с. — (Серія «Слобожанський світ» ; вип. 5). — ISBN 978-966-2562-43-9
- Жолтовський Павло. UMBRA VITAE: спогади, листування, додатки [Архівовано 30 вересня 2015 у Wayback Machine.] / Павло Жолтовський ; ред. тому О. О. Савчук ; передм. М. І. Моздира ; наук. коментар В. С. Романовського ; підготовка тексту Ж. Д. Сімферовської, О. О. Савчука, В. С. Романовського ; підготовка та коментарі до листування І. Ю. Тарасенко, С. І. Білоконя ; примітки Є. О. Котляра, О. О. Савчука. — Харків : Видавець Савчук О. О., 2013. — 608 с. ; 353 іл. — (Серія «Слобожанський світ» ; вип. 6). — ISBN 978-966-2562-45-3
- Мішалов Віктор. Харківська бандура: культурологічно-мистецькі аспекти ґенези і розвитку виконавства на українському народному інструменті [Архівовано 27 вересня 2015 у Wayback Machine.] / Віктор Мішалов. — Харків : Видавець Савчук О. О., 2013. — 368 с. ; 109 іл. — (Серія «Слобожанський світ» ; вип. 7). — ISBN 978-966-2562-47-7
- Таранушенко Стефан. Дерев'яна монументальна архітектура Лівобережної України. Повна редакція [Архівовано 1 жовтня 2015 у Wayback Machine.] / Стефан Таранушенко ; переднє слово С. І. Білокінь ; передм., наук. ред., додатки В. В. Вечерський ; упоряд., прим. О. О. Савчук. — Харків : Видавець Савчук О. О., 2014. — 864 с. ; 1033 іл. — (Серія «Слобожанський світ» ; вип. 8). — ISBN 978-966-2562-53-8
- Грушевський Михайло. Повороту не буде! : Соціально-політичні праці 1917—1918 рр. / М. С. Грушевський ; упоряд., передм. І. Гирича ; текстологія С. Панькової. — Харків : Видавець Савчук О. О., 2015. — 480 с., 21 іл. — ISBN 978-966-2562-36-7
- Вовк Федір. Студії з української етнографії та антропології: нова редакція [Архівовано 12 вересня 2015 у Wayback Machine.] / Федір Вовк ; передм. О. Г. Таран ; прим. О. Г. Таран, С. Л. Маховської, Ю. С. Буйських; упорядн. О. О. Савчук. — Харків : Видавець Савчук О. О., 2015. — 464 с. ; 199 іл. — ISBN 978-966-2562-64-4
- Щербаківські Вадим і Данило. Українське мистецтво: в двох томах з додатками [Архівовано 12 вересня 2015 у Wayback Machine.] / Вадим і Данило Щербаківські ; передм. І. О. Ходак ; предм.-геогр. покажч. В. М. Слободяна ; упорядн. О. О. Савчук. — Харків : Видавець Савчук О. О., 2015. — 472 с. : [412 іл.]. — ISBN 978-966-2562-67-5
- Сковорода Г. Повна академічна збірка творів / Григорій Сковорода ; за ред. проф. Леоніда Ушкалова. — 2-ге вид., стер. — Харків: Видавець Савчук О. О., 2016. — 1400 с. — ISBN 978-966-2562-73-6
- Ушкалов Л. Література і філософія: доба українського бароко / Леонід Ушкалов. — 2-ге вид., стер. — Харків : Видавець Олександр Савчук, 2019. — 416 с. — (Серія «Слобожанський світ» ; вип. 13). — ISBN 978-617-7538-28-7
- Український театральний костюм XX—XXI. Ескізи = Ukrainian theater costume XX—XXI. Sketches. — Львів ; Київ ; Харків: Видавець Олександр Савчук, 2021. — ISBN 978-617-7538-71-3
- Біляшівський М. Українське народне мистецтво / Микола Біляшівський ; передм. М. Р. Селівачов ; переклад О. О. Старова ; упоряд. О. О. Савчук. — 2-ге вид. — Харків: Видавець Савчук О. О., 2022. — 168 с. : [229 іл.] — ISBN 978-617-7538-79-9
- Гірняк Й. Спомини / Йосип Гірняк ; упоряд. Богдан Бойчук, авторка передм. Тетяна Бойко ; худ. оформл. Олексій Чекаль. — Харків: Видавець Олександр Савчук, 2022. — 512 с., 139 іл. — ISBN 978-617-7538-80-5
- Київ : провідник / за ред. Ф. Ернста ; передм. С. Білокінь. — Харків: Видавець Олександр Савчук, 2022. — XL+802 с., [151 іл., 2 плани].
- Колекція Оскара Гансена: робочий зошит / упорядн., вступ. сл. Ганна Решетньова. — Харків ; Київ : Видавець Олександр Савчук, 2022. — 312 с. — ISBN 978-617-7538-76-8
- Курбас Лесь. Філософія театру / Лесь Курбас ; упоряд. М. Лабінський ; післямови М. Москаленко, Д. Лабінська ; ред. М. Москаленко. — Харків; Київ: Видавець Олександр Савчук; Основи, 2022. — 920 с. — ISBN 978-617-7538-82-9
- Українська абетка. Малюнки Георгія Нарбута / передм. М. Ю. Філевич ; упоряд. О. О. Савчук ; художн. оформ. О. Г. Чекаль. — Харків: Видавець Олександр Савчук, 2022. — 64 с., 77 іл. — ISBN 978-717-7538-35-5
- Ханко В. Опанас Сластьон / Віталій Ханко. — Харків: Видавець Олександр Савчук, 2022. — 298 с. : 51 іл. — ISBN 978-617-7538-78-2
- Василь Кричевський: орнаментальні композиції: альбом / передм. М. Р. Селівачов, А. О. Пучков ; упоряд О. О. Савчук. — Харків: Видавець Олександр Савчук, 2023. — 312 с.: 220 іл. — (Сер. «Слобожанський світ» ; вип. 19). — ISBN 978-617-7578-90-4
- Маринчак Н. Відчаєспинне : поезії / Наталка Маринчак ; графіка Костянтина Зоркіна ; післямова Кирила Лукаша. — Харків : Видавець Олександр Савчук, 2023. — 176 с. ; [24 іл.]. — ISBN 978-617-7538-84-3
- Любов Панченко: повернення : альбом / передм. Олена Лодзинська, Василь Перевальський, Діана Клочко ; упоряд. Олена Лодзинська, Любов Крупник ; переклад на англ. Ольга Грабар, Соломія Джаман, Олексій Плохотюк ; дизайн Олексій Чекаль. — 2-ге вид. — Київ ; Харків : Видавець Олександр Савчук, 2023. — 256 с. : 270 іл. — ISBN 978-617-7538-74-4
- Соколюк Людмила. Вища мистецька школа Харкова: від модернізму до трансформації (1921—1962) / Людмила Соколюк. — Харків : Видавець Олександр Савчук, 2023. — 150 с. ; 140 іл. — ISBN 978-617-7538-91-1
- Яворницький Д. І. Дніпрові пороги : альбом фотографій з географічно-історичним нарисом / Д. І. Яворницький ; передм. та прим. О. Ю. Власов ; упоряд О. О. Савчук. — 2-ге вид., стер. — Харків: Видавець Олександр Савчук, 2023. — 194 с. : 119 іл. — (Сер. «Слобожанський світ» ; вип. 9). — ISBN 978-966-2562-74-3
- Тустань: історія співіснування людини і скелі / ідея Роман Барабах, Василь Рожко ; тексти Софія Рябчук ; ілюстрації Роман Барабах. — Харків: Видавець Олександр Савчук, 2023. — 16 с. — ISBN 978-617-7538-75-1
- Моренець В. Про людське в Людині: розмови професора Володимира Моренця з управлінцями в Києво-Могилянській бізнес-школі / Володимир Моренець ; упорядн. Олександр Саврук. — Харків ; Київ: Видавець Олександр Савчук, 2024. — 336 с. : іл. — ISBN 978-617-7538-97-3